# Домашний чемпионат Великобритании 1886
Домашний чемпионат Великобритании 1886 — третий розыгрыш Домашнего чемпионата — футбольного турнира с участием четырёх сборных Великобритании. В ходе соревнования впервые две команды (англичане и шотландцы) набрали одинаковое количество очков. Поскольку правилами не предусматривалось выявление чемпиона по дополнительным параметрам (например, по разнице голов), победителями были объявлены обе сборные.
Чемпионат начался в феврале 1886 года матче между сборными Уэльса и Ирландии, в котором Уэльс одержал победу со счётом 5:0. Затем Ирландия сыграла против Англии и Шотландии, потерпев ещё два разгромных поражения. В следующем матче между шотландцами и англичанами была зафиксирована ничья 1:1. В заключительной части турнира свои матчи против этих сборных сыграл Уэльс, проиграв в обоих. Таким образом, Англия и Шотландия, набравшие одинаковое количество очков, разделили чемпионское звание между собой.

## Таблица
| Поз | Команда       | И | В | Н | П | МЗ | МП | РМ  | О |
| --- | ------------- | - | - | - | - | -- | -- | --- | - |
| 1   | Шотландия (Ч) | 3 | 2 | 1 | 0 | 12 | 4  | +8  | 5 |
| 1   | Англия (Ч)    | 3 | 2 | 1 | 0 | 10 | 3  | +7  | 5 |
| 3   | Уэльс         | 3 | 1 | 0 | 2 | 7  | 7  | 0   | 2 |
| 4   | Ирландия      | 3 | 0 | 0 | 3 | 3  | 18 | −15 | 0 |

## Матчи
| 27 февраля 1886 | Уэльс                                        | 5:0     | Ирландия | Рексем                                                            |
| | Робертс · Уайлдинг · Херси · Брайан · Сиссон | (отчёт) |          | Стадион: «Рейскорс Граунд» Зрителей: 700 Судья: Ричард П. Грегсон |
| Уэльс: Малкольм Херси, Боб Робертс, Сет Пауэлл, Джон Вон, Уильям Белл, Хамфри Джоунз, Билл Робертс, Джоб Уайлдинг, Дик Херси, Герберт Сиссон, Томас Брайан Ирландия: Шо Гиллеспи, Джимми Уотсон, Джеймс Уильямс, Том Молинью, Билли Кроун, Алекс Макартур, Джон Макклэтчи, Ричард Смит, Эдвард Уитфилд, Джон Лемон, Эдвард Роупер |                                              |         |          |                                                                   |

| 13 марта 1886 | Ирландия    | 1:6     | Англия                        | Белфаст                                                                    |
| | Уильямс 15′ | (отчёт) | Спилзбери · Дьюхерст · Линдли | Стадион: «Ольстер Крикет Граунд» Зрителей: 4500 Судья: Джеймс Э. Маккиллоп |
| Ирландия: Шо Гиллеспи, Джимми Уотсон, Оливер Девайн, Том Молинью, Джек Хейстингз, Билли Кроун, Уильям Тернер, Джон Конди, Сэм Джонстон, Джон Макклэтчи, Джеймс Уильямс Англия: Уильям Роуз, Перси Мелмот Уолтерс, Дик Бо, Джордж Шатт, Ральф Скуайр, Чарльз Добсон, Джон Лейтон, Фред Дьюхерст, Тинзли Линдли, Бенджамин Спилзбери, Телуэлл Пайк |             |         |                               |                                                                            |

| 20 марта 1886 | Ирландия                 | 2:7     | Шотландия                                                  | Белфаст                                                                     |
| | Конди 19′ · Джонстон 44′ | (отчёт) | Хегги 15′ 18′ 22′ 60′ · Лэмби 32′ · Данбар 40′ · Гурли 75′ | Стадион: «Ольстер Крикет Граунд» Зрителей: 3000 Судья: Джордж Т. Вулстенхом |
| Ирландия: Шо Гиллеспи, Джимми Уотсон, Том Молинью, Билли Кроун, Оливер Девайн, Джек Хейстингз, Джон Макклэтчи, Сэм Джонстон, Джонни Гибб, Джон Конди, Уильям Тернер Шотландия: Джеймс Коннор, Билл Маклауд, Эндрю Томсон, Литч Кир, Джон Кэмерон, Уильям Тернер, Чарли Хегги, Майкл Данбар, Роберт Флеминг, Джон Лэмби, Джеймс Гурли |                          |         |                                                            |                                                                             |

| 27 марта 1886 | Шотландия      | 1:1     | Англия     | Глазго                                                          |
| | Соммервилл 80′ | (отчёт) | Линдли 35′ | Стадион: «Кэткин Парк» Зрителей: 11 000 Судья: Александр Хантер |
| Шотландия: Джеймс Маколи, Уолтер Арнотт, Майкл Пейтон, Чарльз Кэмпбелл, Джон Макдональд, Александр Хэмилтон, Уильям Селлар, Джордж Соммервилл, Джозеф Линдси, Вудвилл Грей, Ральф Эйткен Англия: Херби Артур, Артур Мелмот Уолтерс, Перси Мелмот Уолтерс, Норман Бейли, Ральф Скуайр, Джимми Форрест, Уильям Кобболд, Чарли Бэмбридж, Тинзли Линдли, Бенджамин Спилзбери, Джордж Бранн |                |         |            |                                                                 |

| 29 марта 1886 | Уэльс     | 1:3     | Англия                             | Рексем                                                       |
| | Льюис 43′ | (отчёт) | - Бранн - Дьюхерст 70′ - Эймос 74′ | Стадион: «Рейскорс Граунд» Зрителей: 5000 Судья: Стюарт Лори |
| Уэльс: Роберт Миллз-Робертс, Альфред Дейвис, Сет Пауэлл, Джон Вон, Уильям Белл, Хамфри Джоунз, Джоб Уайлдинг, Билл Робертс, Томас Дейвис, Томас Брайан, Билли Льюис Англия: Херби Артур, Ральф Скуайр, Перси Мелмот Уолтерс, Норман Бейли, Эндрю Эймос, Джимми Форрест, Фред Дьюхерст, Джордж Бранн, Тинзли Линдли, Уильям Кобболд, Чарли Бэмбридж |           |         |                                    |                                                              |

| 10 апреля 1886 | Шотландия                                              | 4:1     | Уэльс | Глазго                                                    |
| | Маккормик 30′ · Макколл 47′ · Аллан 53′ · Хэрроуэр 56′ | (отчёт) | Вон   | Стадион: «Кэткин Парк» Зрителей: 5500 Судья: Джон Синклэр |
| Шотландия: Джордж Гиллеспи, Джеймс Ланди, Уильям Семпл, Боб Келсо, Джеймс Макколл, Эндрю Джексон, Роберт Маккормик, Джон Маршалл, Уильям Хэрроуэр, Джеймс Макги, Дэвид Аллан Уэльс: Малкольм Херси, Фредерик Джоунз, Джон Вон, Уильям Белл, Хамфри Джоунз, Ричард Уильямс, Билл Робертс, Джек Даути, Герберт Сиссон, Билли Льюис |                                                        |         |       |                                                           |

## Чемпионы
| Чемпион Великобритании 1886 |
| Шотландия Третий титул      |

| Чемпион Великобритании 1886 |
| Англия Первый титул         |

## Бомбардиры
| - 4 гола - Бенджамин Спилзбери - Чарли Хегги - 2 гола - Фред Дьюхерст - Тинзли Линдли - 1 гол - Джордж Бранн - Эндрю Эймос - Сэм Джонстон - Джон Конди - Джеймс Уильямс - Томас Брайан | - 1 гол (продолжение) - Джон Вон - Билли Льюис - Билл Робертс - Герберт Сиссон - Джоб Уайлдинг - Дик Херси - Дэвид Аллан - Джеймс Гурли - Майкл Данбар - Джон Лэмби - Джеймс Макколл - Роберт Маккормик - Уильям Хэрроуэр |